# 28 Dywizjon Rakietowy Obrony Powietrznej
28 dywizjon rakietowy Obrony Powietrznej (28 dr OP) – samodzielny pododdział Wojsk Obrony Przeciwlotniczej.
Dywizjon stacjonował w m. Trzcielin koło Stęszewa, podlegał dowódcy 14 samodzielnego pułku artylerii OPK (14 spa OPK), później 79 samodzielnego pułku artylerii OPK (79 spa OPK). Dywizjon rozformowano w 1990 roku.

## Historia
28 dywizjon sformowany został na mocy rozkazu dowódcy WOPK nr 00103/Org z 26 lipca 1963 r. jako 28. dywizjon ogniowy artylerii rakietowej OPK, był jednym czterech dywizjonów ogniowych wchodzących w skład 14 spa OPK:
- 29 do w m. Nieczajna k. Obornik;
- 30 do w m. Trzaskowo k. Murowanej Gośliny;
- 31 do w m. Czołowo k. Kórnika.

W składzie 14 pułku (79 pułku) był również 32 dywizjon techniczny w m. Biedrusko.
Zasadniczym uzbrojeniem dywizjonu był najstarszy przeciwlotniczy zestaw rakietowy SA-75 Dwina.

Część obiektów po rozformowanym 28 dywizjonie rakietowym (tzw. strefa A) została zagospodarowana, na ich bazie powstał dom pomocy społecznej.

## Dowódcy dywizjonu
- ppłk Hieronim Kopeć – 1963–1975;
- ppłk Ireneusz Kolasa – 1976–1990[2].